# `Abd Allah ben Abî Muhammad ben Abî Hafs
`Abd Allah ben Abî Muhammad ben Abî Hafs (arabe : أبو عبدالله ابن أبي محمد ابن أبي حفص) est le premier sultan hafside de Tunis entre 1224 et 1228.

## Biographie
Il est le fils de Abû Muhammad `Abd al-Wâhid ben Abî Hafs qui fonde la dynastie des Hafsides et à qui les Almohades confient la direction de l'Ifriqiya en tant que wali pour mieux contrer les nomades hilaliens dans la région.
À la mort de son père, il lui succède et proclame l'indépendance du trône. En 1228, son frère Abû Zakariyâ Yahyâ le détrône et, pour jouir seul du pouvoir, force son autre frère à se contenter du titre de cheikh et à se consacrer à la vie religieuse.